# Viktoria Nowak
Viktoria Nowak (Poznań, 1997) is een Poolse danseres.

## Biografie
Nowak startte op achtjarige leeftijd met dansen, toen haar moeder haar meenam naar de balletschool. 
Ze heeft al gespeeld in de Notenkraker en Assepoester en veel prijzen behaald, zowel in haar geboorteland Polen als in het buitenland. Zo won Nowak in 2015 het veertiende Eurovision Young Dancers in Pilsen, Tsjechië. Het was de tweede keer dat Polen deze wedstrijd won.